# Герб Коростишева
Герб Корости́шева — офіційний геральдичний символ міста Коростишева, районного центру Житомирської області, затверджений 26 квітня 2000 рішенням XIV сесії Коростишівської міської ради XXIII скликання.

## Опис герба
У червоному полі срібна хоругва з трьома косицями, над якою срібний хрест. Сучасний герб реконструйовано за символом Коростишева з 1779 p., в якому фігурував шляхетський знак Радван, котрим користувалися тогочасні власники міста Олізари.